# Triraphis schinzii
Triraphis schinzii är en gräsart som beskrevs av Eduard Hackel. Triraphis schinzii ingår i släktet Triraphis och familjen gräs. Inga underarter finns listade i Catalogue of Life.